# Niepołomice (gemeente)
De gemeente Niepołomice is een stad- en landgemeente in het Poolse woiwodschap Klein-Polen, in powiat Wielicki.
De zetel van de gemeente is in Niepołomice.
Op 31 december 2004, telde de gemeente 21.917 inwoners.

## Oppervlakte gegevens
De gemeente heeft een oppervlakte van 95,1 km², waarvan:
- agrarisch gebied: 67%
- bossen: 15%

De gemeente beslaat 22,2% van de totale oppervlakte van de powiat.

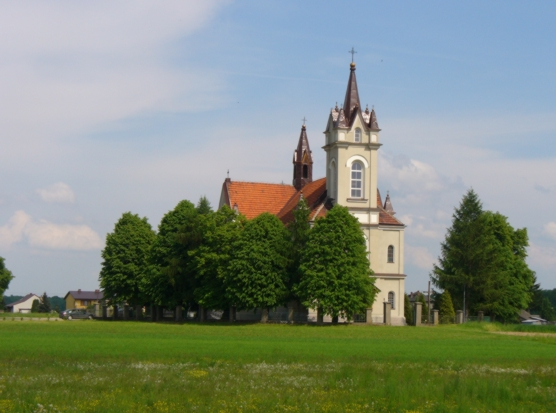
Zabierzów Bocheński

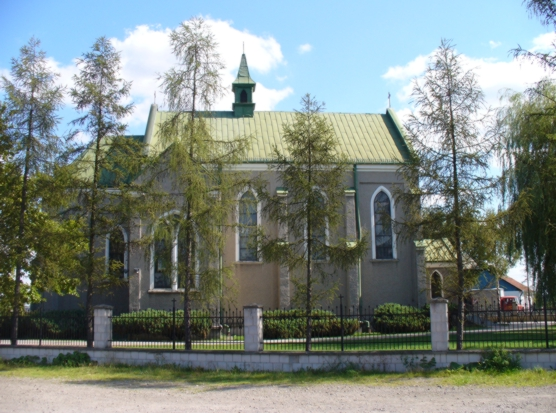
Wola Batorska

## Administratieve plaatsen (sołectwo)
Chobot, Ochmanów, Podłęże, Słomiróg, Staniątki, Suchoraba, Wola Batorska, Wola Zabierzowska, Zabierzów Bocheński, Zagórze, Zakrzowiec, Zakrzów.

## Aangrenzende gemeenten
Biskupice, Drwinia, Gdów, Igołomia-Wawrzeńczyce, Kłaj, Kraków, Wieliczka